# Las hijas del Zebedeo
Las hijas del Zebedeo est une zarzuela comique en deux actes sur une musique de Ruperto Chapí et un livret de José Estremera. Cette pièce a été créée le 9 juillet 1889 au Teatro Maravillas de Madrid. La chanson la plus connue de cette zarzuela est Al pensar en el dueño de mis amores.

## Personnages
| Personnage                                                             | Tessiture         | Création le 9 juillet de 1889 |
| ---------------------------------------------------------------------- | ----------------- | ----------------------------- |
| Luisa, employée chez le tailleur, fiancée d'Arturo                     | Soprano           | Julia Ségovie                 |
| Regina, employée par son oncle le tailleur, fille illégitime de Felipe | Soprano           | Srta. Ruiz                    |
| Tomasa, Épouse de Felipe                                               | Actrice-chanteuse | Srta. Sabater                 |
| Arturo, fils de Felipe et Tomasa                                       | Baryton           | José Sigler                   |
| Felipe, propriétaire de la guinguette Le Zebedeo                       | Acteur-chanteur   | M. Castro                     |
| Polissón, tailleur, propriétaire de la boutique                        | Acteur-chanteur   | Servando Cerbón               |
| Gregorio, employé de Felipe et Tomasa                                  | Acteur-chanteur   | M. Campos                     |